# Артър Дейк
Артър Дейк е американски шахматист от полски произход, член на американската зала на славата по шахмат.

## Биография
Роден е в полско семейство с еврейски корени, което емигрира в САЩ преди началото на Първата световна война. На 16 години Дейк става морски търговец, плаващ до Япония, Китай и Филипините. През 1927 г. се завръща в гимназията в Орегон и се научава да играе шахмат от руски емигрант, живеещ в местната „Християнска асоциация на младите хора“ (съкратено YMCA). Подновява работата си на моряк и попада в Ню Йорк през 1929 г. Градът Ню Йорк е шахматния център на САЩ в онези времена и Дейк създава отбор с водещия играч на шашки Кенет Гроувър в Кони Айлънд, който приема всякакъв противник срещу 25 цента играта. През 1929 г. крахът на Уолстрийт прави този бизнес нежизнеспособен.
Първото участие на Дейк в шахматен турнир е на Щатското първенство на Ню Йорк през 1930 г., където завършва на трето място. През 1931 г. спечелва шампионата на шахнатния клуб „Маршал“. В годините на „Голямата депресия“ САЩ имат небивало господство на световната шахматна сцена. Когато американските отбори печелят четири последователни шахматни олимпиади през 1931, 1933, 1935 и 1937, Дейк, който играе в периода 1931-1935, е сред техните основни играчи заедно с Исак Каждан, Франк Маршал, Рубен Файн, Израел Хоровиц и Абрахам Купчик, печелейки два индивидуални медала – сребърен (1933) и златен (1935).
През 1931 г. Дейк поделя 1-3 м. с Акиба Рубинщайн и Фредерик Ейтс в Антверпен. През 1932 г. поделя 3-5 м. зад Александър Алехин и Каждан в Пасадена. Дейк побеждава световния шампион Алехин в тяхната партия на турнира в Пасадена, ставайки първия американец постигнал такъв успех. През 1934 г. заема 3 м. на откритото първенство на Ню Йорк, 3-4 м. в Сиракюз и 2-3 м. на първенството на шахматния клуб „Манхатън“. През 1934/35 г. поделя 1-3 м. с Каждан и Файн в Мексико Сити. През 1935 г. заема 2 м. зад Файн на Откритото първенство на САЩ. През 1936 г. заема 6-7 м. на първото първенство на САЩ и 2-3 м. зад Хоровиц на Откритото първенство на САЩ. През 1938 г. поделя 6-7 м. на второто първенство на САЩ.
Кейси Буш написва книгата „Гросмайсторът от Орегон“, която е за живота и кариерата на Дейк.